# Barroco Andino (banda)
Barroco Andino es una agrupación musical chilena fundada en octubre de 1973 en Santiago de Chile, perteneciente a la llamada Nueva Canción Chilena y a la Fusión latinoamericana, y que se caracteriza por el uso de diversos instrumentos y arreglos folclóricos para interpretar repertorio de música clásica, principalmente del período barroco, así como también composiciones originales.

## Historia

### Inicios
Barroco Andino se inicia en octubre de 1973, cuando Jaime Soto León y un grupo de músicos jóvenes deciden crear un conjunto que fusione elementos musicales de la cultura clásica europea con sonoridades y ritmos típicos de América Latina. Después de una rigurosa selección de obras, el grupo arma su repertorio con música de compositores barrocos como Johann Sebastian Bach, G. F. Handel y A. Vivaldi, y comienza a interpretarla con instrumentos folklóricos latinoamericanos. Así, las obras y los timbres de la zampoña, el charango, el tiple y la quena, sumados a los de la guitarra, la mandolina y el bajo acústico, configuraban lo que sería un estilo musical propio, particular y único. Hasta 1977 el grupo registra tres discos y recibe numerosos elogios y premios otorgados por la crítica especializada. En ese momento, Barroco Andino entra en un período de inactividad y sus músicos siguen diversos rumbos.

### Segunda Época
Después de ocho años de silencio, el grupo se refunda en 1985 con nuevos integrantes, siempre bajo la dirección musical y artística de Jaime Soto León; se conserva la idea original, pero se incorporan, además, obras de compositores de períodos posteriores al Barroco, tales como Músorgski, Chaikovski y Prokófiev, y obras compuestas por el propio director. El conjunto agrega también un nuevo elemento a su trabajo: la Voz, enriqueciendo las presentaciones en vivo con el canto de sus músicos. Ese mismo año, 1985, Barroco Andino, con sus 10 integrantes, comienza a dar conciertos a lo largo de Chile, incluyendo sus áreas más remotas, y realiza su primera gira internacional, que tiene como destino Brasil. En 1987, el grupo es invitado a Perú, al Segundo Encuentro Latinoamericano de la Nueva Canción, "CICLA 87". En 1992, el conjunto emprende un nuevo recorrido internacional y ofrece conciertos en Italia, Estados Unidos y Japón, presentándose -entre otras salas- en el Carnegie Hall, de Nueva York y en el Osaka Simphony Hall, de Japón. En 1994 realizan una gira a Europa en la que recorren Alemania y Holanda, y concluyen nuevamente en Japón. En 1996, el grupo es invitado a representar a Chile y América Latina en el Festival Internacional de Música de Taipéi, Taiwán. Esta participación es seguida de un tercer viaje a Europa, que los lleva a escenarios de Bélgica, Holanda, Luxemburgo y Alemania; ese mismo año el conjunto actúa en Buenos Aires, Argentina. En 1998, Barroco Andino vuelve a presentarse en Estados Unidos, en una extensa gira de un mes de duración. En junio de 2000, el conjunto es invitado por tercera vez a Japón, donde ofrece conciertos en Tokio y otras ciudades del sur de dicho país. Ya más recientemente, en 2007 y en Chile, el grupo realiza en la ciudad de Valdivia una importante presentación en la inauguración del “Centro de Estudios Científicos”, ante la presidenta Michelle Bachelet, algunos Premios Nobel de Física, autoridades nacionales y científicos de Chile y el mundo. Otro importante concierto tiene lugar ese mismo año en Santiago, ante el pleno de los presidentes asistentes a la “XVII Cumbre Iberoamericana de Jefes de Estado y de Gobierno - CHILE 2007”. En 2008, el conjunto es invitado a Quito, Ecuador. En 2009, Barroco Andino realiza un concierto de gala en La Haya, Holanda, ante la reina Beatriz y la presidenta de Chile, Michelle Bachelet. También en 2009, el grupo realiza otra gira por Alemania, presentándose en nueve ciudades.

## Integrantes
Desde su formación la agrupación ha tenido muchísimos miembros, como se puede ver en la siguiente línea de tiempo:
| Año »                                  | 74              | 75              | 76              | 77                      | 78                      | 79                      | 80                      | 81                      | 82                      | 83              | 84              | 85                | 86                | 87                | 88                    | 89                    | 90                    | 91                    | 92                    | 93                    | 94                    | 95                    | 96                    | 97                    | 98                    | 99                    | 00                    | 01                    | 02                    | 03                    | 04                    | 05                    | 06                    | 07                    | 08                    | 09                    | 10                    | 11                    |                       |                       |
| dirección/piano/percusión/barítono     | Jaime Soto León | Jaime Soto León | Jaime Soto León | Jaime Soto León         | Jaime Soto León         | Jaime Soto León         | Jaime Soto León         | Jaime Soto León         | Jaime Soto León         | Jaime Soto León | Jaime Soto León | Jaime Soto León   | Jaime Soto León   | Jaime Soto León   | Jaime Soto León       | Jaime Soto León       | Jaime Soto León       | Jaime Soto León       | Jaime Soto León       | Jaime Soto León       | Jaime Soto León       | Jaime Soto León       | Jaime Soto León       | Jaime Soto León       | Jaime Soto León       | Jaime Soto León       | Jaime Soto León       | Jaime Soto León       | Jaime Soto León       | Jaime Soto León       | Jaime Soto León       | Jaime Soto León       | Jaime Soto León       | Jaime Soto León       | Jaime Soto León       | Jaime Soto León       | Jaime Soto León       | Jaime Soto León       |                       |                       |
| guitarra/tiple/bajo                    |                 |                 |                 |                         | Patricio Wang           | Patricio Wang           | Patricio Wang           | Patricio Wang           |                         |                 |                 |                   |                   |                   |                       |                       |                       |                       |                       |                       |                       |                       |                       |                       |                       |                       |                       |                       |                       |                       |                       |                       |                       |                       |                       |                       |                       |                       |                       |                       |
| guitarra/bajo                          |                 |                 |                 | Ricardo Venegas Carhart | Ricardo Venegas Carhart | Ricardo Venegas Carhart | Ricardo Venegas Carhart | Ricardo Venegas Carhart | Ricardo Venegas Carhart |                 |                 |                   |                   |                   |                       |                       |                       |                       |                       |                       |                       |                       |                       |                       |                       |                       |                       |                       |                       |                       |                       |                       |                       |                       |                       |                       |                       |                       |                       |                       |
|                                        |                 | Adrián Otárola  |                 |                         |                         |                         |                         |                         |                         |                 |                 |                   |                   |                   |                       |                       |                       |                       |                       |                       |                       |                       |                       |                       |                       |                       |                       |                       |                       |                       |                       |                       |                       |                       |                       |                       |                       |                       |                       |                       |
| quena/zampoña                          |                 |                 |                 |                         | Renato Freyggang        | Renato Freyggang        | Renato Freyggang        | Renato Freyggang        | Renato Freyggang        |                 |                 |                   |                   |                   |                       |                       |                       |                       |                       |                       |                       |                       |                       |                       |                       |                       |                       |                       |                       |                       |                       |                       |                       |                       |                       |                       |                       |                       |                       |                       |
| quena/guitarra                         |                 |                 |                 |                         | Fernando Carrasco       | Fernando Carrasco       | Fernando Carrasco       | Fernando Carrasco       | Fernando Carrasco       |                 |                 |                   |                   |                   |                       |                       |                       |                       |                       |                       |                       |                       |                       |                       |                       |                       |                       |                       |                       |                       |                       |                       |                       |                       |                       |                       |                       |                       |                       |                       |
| charango/guitarra                      |                 |                 |                 |                         | Jaime Marabolí          | Jaime Marabolí          | Jaime Marabolí          | Jaime Marabolí          |                         |                 |                 |                   |                   |                   |                       |                       |                       |                       |                       |                       |                       |                       |                       |                       |                       |                       |                       |                       |                       |                       |                       |                       |                       |                       |                       |                       |                       |                       |                       |                       |
| quena/tiple                            |                 |                 |                 |                         | Marco Antonio Véliz     | Marco Antonio Véliz     | Marco Antonio Véliz     | Marco Antonio Véliz     | Marco Antonio Véliz     |                 |                 |                   |                   |                   |                       |                       |                       |                       |                       |                       |                       |                       |                       |                       |                       |                       |                       |                       |                       |                       |                       |                       |                       |                       |                       |                       |                       |                       |                       |                       |
| guitarra/tiple                         |                 |                 |                 | Mario Muñoz             | Mario Muñoz             | Mario Muñoz             | Mario Muñoz             |                         |                         |                 |                 |                   |                   |                   |                       |                       |                       |                       |                       |                       |                       |                       |                       |                       |                       |                       |                       |                       |                       |                       |                       |                       |                       |                       |                       |                       |                       |                       |                       |                       |
| zampoña/quena                          |                 |                 |                 |                         | Bernardo Freyggang      | Bernardo Freyggang      | Bernardo Freyggang      | Bernardo Freyggang      | Bernardo Freyggang      |                 |                 |                   |                   |                   |                       |                       |                       |                       |                       |                       |                       |                       |                       |                       |                       |                       |                       |                       |                       |                       |                       |                       |                       |                       |                       |                       |                       |                       |                       |                       |
|                                        |                 |                 |                 | Ernesto González        |                         |                         |                         |                         |                         |                 |                 |                   |                   |                   |                       |                       |                       |                       |                       |                       |                       |                       |                       |                       |                       |                       |                       |                       |                       |                       |                       |                       |                       |                       |                       |                       |                       |                       |                       |                       |
|                                        |                 |                 |                 |                         |                         |                         |                         |                         |                         |                 |                 | ♦                 |                   |                   |                       |                       |                       |                       |                       |                       |                       |                       |                       |                       |                       |                       |                       |                       |                       |                       |                       |                       |                       |                       |                       |                       |                       |                       |                       |                       |
| guitarra/mandolina/zampoña/tiple/arpa  |                 |                 |                 |                         |                         |                         |                         |                         |                         |                 |                 | Hugo Lagos Rivera | Hugo Lagos Rivera | Hugo Lagos Rivera | Hugo Lagos Rivera     | Hugo Lagos Rivera     | Hugo Lagos Rivera     | Hugo Lagos Rivera     | Hugo Lagos Rivera     | Hugo Lagos Rivera     | Hugo Lagos Rivera     | Hugo Lagos Rivera     | Hugo Lagos Rivera     | Hugo Lagos Rivera     | Hugo Lagos Rivera     | Hugo Lagos Rivera     | Hugo Lagos Rivera     | Hugo Lagos Rivera     | Hugo Lagos Rivera     | Hugo Lagos Rivera     | Hugo Lagos Rivera     | Hugo Lagos Rivera     | Hugo Lagos Rivera     | Hugo Lagos Rivera     | Hugo Lagos Rivera     | Hugo Lagos Rivera     | Hugo Lagos Rivera     | Hugo Lagos Rivera     |                       |                       |
| quena/palahuito                        |                 |                 |                 |                         |                         |                         |                         |                         |                         |                 |                 |                   |                   |                   | Patricio de la Cuadra | Patricio de la Cuadra | Patricio de la Cuadra | Patricio de la Cuadra | Patricio de la Cuadra | Patricio de la Cuadra | Patricio de la Cuadra | Patricio de la Cuadra | Patricio de la Cuadra | Patricio de la Cuadra | Patricio de la Cuadra | Patricio de la Cuadra | Patricio de la Cuadra | Patricio de la Cuadra | Patricio de la Cuadra | Patricio de la Cuadra | Patricio de la Cuadra | Patricio de la Cuadra | Patricio de la Cuadra | Patricio de la Cuadra | Patricio de la Cuadra | Patricio de la Cuadra | Patricio de la Cuadra | Patricio de la Cuadra | Patricio de la Cuadra | Patricio de la Cuadra |
| quena/quenacho                         |                 |                 |                 |                         |                         |                         |                         |                         |                         |                 |                 |                   | Antonio Morales   | Antonio Morales   | Antonio Morales       | Antonio Morales       | Antonio Morales       | Antonio Morales       | Antonio Morales       | Antonio Morales       | Antonio Morales       | Antonio Morales       | Antonio Morales       | Antonio Morales       | Antonio Morales       | Antonio Morales       | Antonio Morales       | Antonio Morales       | Antonio Morales       | Antonio Morales       | Antonio Morales       | Antonio Morales       | Antonio Morales       | Antonio Morales       | Antonio Morales       | Antonio Morales       | Antonio Morales       | Antonio Morales       |                       |                       |
| charango/guitarra/tenor                |                 |                 |                 |                         |                         |                         |                         |                         |                         |                 |                 |                   |                   |                   |                       |                       |                       | Camilo Corvalán       | Camilo Corvalán       | Camilo Corvalán       | Camilo Corvalán       | Camilo Corvalán       | Camilo Corvalán       | Camilo Corvalán       | Camilo Corvalán       | Camilo Corvalán       | Camilo Corvalán       | Camilo Corvalán       | Camilo Corvalán       | Camilo Corvalán       | Camilo Corvalán       | Camilo Corvalán       | Camilo Corvalán       | Camilo Corvalán       | Camilo Corvalán       | Camilo Corvalán       | Camilo Corvalán       | Camilo Corvalán       | Camilo Corvalán       |                       |
| zampoña/guitarra/tiple/saxo/tenor      |                 |                 |                 |                         |                         |                         |                         |                         |                         |                 |                 |                   |                   |                   |                       |                       |                       | Raúl Quezada          | Raúl Quezada          | Raúl Quezada          | Raúl Quezada          | Raúl Quezada          | Raúl Quezada          | Raúl Quezada          | Raúl Quezada          | Raúl Quezada          | Raúl Quezada          | Raúl Quezada          | Raúl Quezada          | Raúl Quezada          | Raúl Quezada          | Raúl Quezada          | Raúl Quezada          | Raúl Quezada          | Raúl Quezada          | Raúl Quezada          | Raúl Quezada          | Raúl Quezada          | Raúl Quezada          |                       |
| tiple/rabel/zampoña/ Voz Tenor Solista |                 |                 |                 |                         |                         |                         |                         |                         |                         |                 |                 |                   |                   |                   |                       |                       |                       |                       |                       |                       | Pedro Espinoza        | Pedro Espinoza        | Pedro Espinoza        | Pedro Espinoza        | Pedro Espinoza        | Pedro Espinoza        | Pedro Espinoza        | Pedro Espinoza        | Pedro Espinoza        | Pedro Espinoza        | Pedro Espinoza        | Pedro Espinoza        | Pedro Espinoza        | Pedro Espinoza        | Pedro Espinoza        | Pedro Espinoza        | Pedro Espinoza        | Pedro Espinoza        | Pedro Espinoza        |                       |
| guitarra/tiple                         |                 |                 |                 |                         |                         |                         |                         |                         |                         |                 |                 |                   |                   |                   |                       |                       |                       |                       |                       |                       |                       |                       |                       |                       |                       |                       |                       |                       |                       | Danilo Cabaluz        | Danilo Cabaluz        | Danilo Cabaluz        | Danilo Cabaluz        | Danilo Cabaluz        | Danilo Cabaluz        | Danilo Cabaluz        | Danilo Cabaluz        | Danilo Cabaluz        |                       |                       |
| quena/quenacho/zampoña                 |                 |                 |                 |                         |                         |                         |                         |                         |                         |                 |                 |                   |                   |                   |                       |                       |                       |                       |                       |                       |                       |                       |                       |                       |                       |                       |                       |                       |                       | Jorge González        | Jorge González        | Jorge González        | Jorge González        | Jorge González        | Jorge González        | Jorge González        | Jorge González        | Jorge González        |                       |                       |
| quena/quenacho/zampoña                 |                 |                 |                 |                         |                         |                         |                         |                         |                         |                 |                 |                   |                   |                   |                       |                       |                       |                       |                       |                       |                       |                       |                       |                       |                       |                       |                       |                       |                       |                       | Rodrigo Faulbaum      | Rodrigo Faulbaum      | Rodrigo Faulbaum      | Rodrigo Faulbaum      | Rodrigo Faulbaum      | Rodrigo Faulbaum      | Rodrigo Faulbaum      | Rodrigo Faulbaum      |                       |                       |
| zampoña/percusión                      |                 |                 |                 |                         |                         |                         |                         |                         |                         |                 |                 |                   |                   |                   |                       |                       |                       |                       |                       |                       |                       |                       |                       |                       |                       |                       |                       |                       |                       |                       | Pablo Matamala        | Pablo Matamala        | Pablo Matamala        | Pablo Matamala        | Pablo Matamala        | Pablo Matamala        | Pablo Matamala        | Pablo Matamala        |                       |                       |
| contrabajo                             |                 |                 |                 |                         |                         |                         |                         |                         |                         |                 |                 |                   |                   |                   |                       |                       |                       |                       |                       |                       |                       |                       |                       |                       |                       |                       |                       |                       |                       |                       |                       | Carlos Arenas         | Carlos Arenas         | Carlos Arenas         | Carlos Arenas         | Carlos Arenas         | Carlos Arenas         | Carlos Arenas         |                       |                       |

      Formación actual de Barroco Andino
♦ En 1985 se integraron Rubén Cáceres (quena y plaguito en do), Patricio Sepúlveda (zampoña cromática y bajón cromático), Wilson Padilla (zampoña cromática y bajón cromático), Carlos Boltes (charango y mandolina), Carlos Boltes (charango y mandolina), Miguel Ángel Ruz (tiple y bajo), Patricio de la Cuadra (charango, palahuito, quena y tenor), Juan Goic (chelo), Alejandro Tagle (chelo), y Reinaldo Villalobos (chelo), sin quedar claro hasta cuándo.
♣ También han pasado por la banda Gonzalo Abarca (quena, quenacho, ocarina y tenor), Álvaro Pinto (quena, zampoña, tiple y tenor), Felipe Rojas (tenor), Jorge Donoso (barítono) y Rodrigo Lledó (bajo acústico y barítono).

## Discografía
- 1974 - Barroco Andino
- 1975 - Bach
- 1976 - In camera
- 1985 - Música maravillosa
- 1989 - La quena bien temperada
- 1994 - Cordillera
- 1996 - Recados de Gabriela Mistral